# 321 km (obwód pskowski)
321 km (Zabojniki) (ros. 321 км (Забойники)) – przystanek kolejowy w rejonie wielkołuckim, w obwodzie pskowskim, w Rosji. Położony jest na linii Wielkie Łuki - Newel. W pobliżu znajduje się osiedle dacz Zabojniki. Najbliższą miejscowością jest Pokariowo.